# دلبوث حلبي
الدلبوث الحلبي أو الدلبوث البنفسجي الداكن (باللاتينية: Gladiolus atroviolaceus) نوع نباتي يتبع جنس الدلبوث من الفصيلة السوسنية.

## الموئل والانتشار
موطنها بلاد الشام وتركيا واليونان والقوقاز.

## مرادفات للاسم العلمي
- (باللاتينية: Gladiolus aleppicus Boiss.)
- (باللاتينية: Gladiolus armeniacus J.N.Gerard)
- (باللاتينية: Gladiolus sintenisii Baker)
- (باللاتينية: Gladiolus petraeus Boiss. & A.Huet)